# 5-Star (альбом Stray Kids)
5-Star (стилизуется как ★★★★★) — третий корейскоязычный студийный альбом южнокорейского бой-бэнда Stray Kids, выпущенный лейблами JYP Entertainment и Republic Records 2 июня 2023 года. Сочетая в себе элементы хип-хопа, поп-музыки и электроники, 5-Star лирически затрагивает темы уникальности, уверенности и стремления.
Над альбомом работали участники продюсерского юнита 3Racha — Пан Чхан, Чханбин и Хан при соавторстве Версачхоя, Чхэ Ганхэ, Restart, Зак Джурича, Миллионбоя, Триппи, Никко Ёна, Кайла Рейнольдса, Криса Ларокка и ДжунТу; в числе соавторов также был Феликс, вокалист и рэпер Stray Kids. Студийный альбом состоит двенадцати композиций, из них заглавный сингл «S-Class», корейская версия «The Sound» с одноимённого японского студийного альбома, песня «Mixtape: Time Out» из группового проекта «Mixtape» и совместный сингл «Topline» с корейско-американским рэпером Tiger JK.
5-Star был в целом оценён положительно музыкальными критиками. Студийный альбом возглавил чарты Республики Корея, Австрии, Бельгии, Франции, Греции, Венгрии, Польши и Португалии. Кроме того, альбом занял первое место в Billboard 200 в США, став третьим альбомом Stray Kids, возглавившим этот чарт после Oddinary и Maxident. Позже 5-Star получил пятимиллионный сертификат от Корейской ассоциации музыкального контента (KMCA) и золотой во Франции, в Польше и США, а также стал вторым мировым бестселлером 2023 года по версии Международной федерации производителей фонограмм (IFPI). Альбом был признан лучшим альбомом на церемониях Billboard Music Awards, Circle Chart Music Awards и Golden Disc Awards.

## Предыстория
Следующий корейскоязычный альбом бой-бэнда Stray Kids, являющийся продолжением альбома Maxident, был впервые упомянут в интервью с новостным изданием «The Fact» в октябре 2022 года. Это произошло после того, как группа получила награды «Золотой диск» и «Fan N Star Four Star Award» на церемонии The Fact Music Awards 2022 года. Участник коллектива Сынмин отметил, что они вернутся с «удивительным» альбомом в следующем году, который, возможно, будет включать новые комбинации саб-юнитов и исследовать новые музыкальные жанры. 1 января 2023 года Stray Kids опубликовали видео под названием «Step Out 2023» в своих социальных сетях, в котором были изложены их достижения в 2022 году и планы на новый год, включая два релиза альбомов.
В начале марта 2023 года издание Hankook Ilbo впервые сообщило, что Stray Kids завершили съёмки музыкального видеоклипа для заглавного сингла нового альбома, планируемого к релизу в апреле. В тот же день лейбл JYP Entertainment подтвердил факт съёмок видеоклипа, однако не уточнил дату его выхода. Финансовые аналитики и исследователи также предположили, что новый альбом коллектива запланирован к выпуску во втором квартале 2023 года. В конце апреля, после завершения мирового тура «Maniac World Tour», издание SpoTV News сообщило, что участники выпустят новый альбом в начале июня. Лейбл JYP Entertainment подтвердил эту информацию. Альбом, получивший название 5-Star, был официально анонсирован через трейлер 28 апреля и запланирован к выходу 2 июня. Название альбома отсылает к заглавному синглу «S-Class», образуя игру слов на двух английских словах «special» (с англ. — «специальный») и «star» (с англ. — «звезда»).

## Музыка и тексты песен
Студийный альбом 5-Star включает в себя двенадцать композиций в жанрах хип-хопа, попа и электронной музыки, общая сумма продолжительности у которых составляет 36 минут и 35 секунд. Все они написаны и продюсированы участниками продюсерского юнита 3Racha, Пан Чханом, Чханбином и Ханом. Среди других соавторов являются Версачхой, Чхэ Ганхэ, Restart, Зак Джурич, Миллионбой, Триппи, Никко Ён, Кайл Рейнольдс, Крис Ларокка и ДжунТу. Участник и рэпер бой-бэнда Феликс принял участие в создании двух композиций — «Super Bowl» и «FNF». Пятый сингл «Topline» включает в себя коллаборацию с корейско-американским рэпером Tiger JK, являющимся также соавтором данной композиции.
Альбом представляет собой «странное, но особенное» издание, сосредоточенное на темах уникальности группы, уверенности в себе, амбиций и достижения поставленных целей. Тематика альбома основывается на размышлениях о росте и идентичности участников коллектива.

### Песни
Первый сингл «Hall of Fame» представляет собой сочетание жанров R&B и трэп-метала. Композиция отражает стремление участников коллектива создать уникальную историю и оставить свой след в музыкальной индустрии. В текстах песни содержатся лирические отсылки к таким выдающимся личностям, как американский изобретатель и предприниматель Томас Эдисон, астронавт Нил Армстронг, английский драматург и поэт Уильям Шекспир, физик-теоретик Стивен Хокинг, итальянский астроном и физик Галилео Галилей, а также южнокорейский профессиональный игрок в League of Legends Факер. Сингл «S-Class» представляет собой хип-хоп-композицию с элементами бум-бэпа, олдскульного хип-хопа и поп-музыки. Эта песня иллюстрирует уверенность участников Stray Kids и «акцентирует их индивидуальность», передавая послание о том, чтобы быть «самыми эксцентричными среди необычных детей и самыми яркими среди особенных». Сингл «Item» также выполнен в жанре хип-хоп и посвящена тематике видеоигр. Она демонстрирует уверенность группы в синергии и способности действовать самостоятельно, без необходимости в специальных предметах.
В песне «Super Bowl» (рус. Супербоул), изначально называющая «God’s Menu» и была заглавным синглом с первого студийного альбома Go Live (2020) и была посвящена одноимённому матчу чемпионата по американскому футболу, музыка Stray Kids сравнивается с приготовлением пищи и блюдом, сопровождается техно-звуком и включает шепот, похожий на автономную сенсорную меридиональную реакцию (АСМР). Сингл «Topline» представляет собой минималистичный бум-бэп, относящийся к стилям олдскульного и восточно-побережного хип-хопа. Лирика песни сравнивает амбиции участников группы с проведением линии на вершине. Композиция «DLC», сокращение от «Dance Like Crazy» (с англ. — «Танцую как сумасшедший»), выполнена в жанрах мумбатон, дип-хаус и тропичкал-хаус, а также содержит элементы евродэнса. Звучание песни создается с использованием фортепиано, синтезаторов, имитирующих звук флейты, и духовых инструментов. Песня передает ощущение освобождения от забот и призывает к активному танцу. «Get Lit» представляет собой смесь мумбатона и баунс-EDM, отражая тему побега от повседневной жизни и давления современности. В то время как сингл «Collision» является джазовым R&B-синглом, использующим семпл саксофона и передающим метафору конфликта в отношениях как столкновения двух планет.
Сингл «FNF», сокращение от «flora and fauna» (рус. Флора и фауна), является данью памяти сезону лесных пожаров в Австралии 2019—2020 годов. Сингл выражает чувство сожаления и тоски, вызванное утратой и гибелью животных и растений в результате пожаров, и выполнена в жанре электронной танцевальной музыки (EDM). Песня «Youtiful» (словослияние из двух английских слов «you» (с англ. — «Ты, вы») и «beautiful» (с англ. — «великолепная, красивая»)), представляет собой балладу с использованием фортепиано и гитары. Композиция посвящена вопросам самооценки и призвана передать «теплую и комфортную поддержку», подчеркивая, что каждый человек красив и уникален по-своему. «The Sound» — сингл в жанре электронного рока, отражающий уверенность группы и их отношение к музыке. В этой композиции подчеркивается индивидуальность и самовыражение участников. Последняя песня «Mixtape: Time Out», представляющая собой сингл в стиле панк-поп-рок. Она посвящена воспоминаниям о поездке участников Stray Kids в южнокорейскую провинцию Канвондо перед началом продвижения мини-альбома Oddinary.

## Выпуск и продвижение
28 апреля 2023 года Stray Kids выложили трёхминутный трейлер для анонсирования студийного альбома 5-Star. В трейлере, основанном на корейской игре «I Am Ground», участники группы представляются друг другу под выбранным ими прозвищем в отдельных кадрах, а затем объединяются в одной сцене. Предварительные заказы на альбом открылись в тот же день, что и релиз трейлера. Альбом был доступен в пяти версиях с двенадцатыми различными обложками: лимитированной, стандартной A, B и C, а также в восьми диджипаках. Изображение с списоком композиций альбома в виде Солнечной системы, изображение с расписанием в стиле созвездий и цифровая обложка были опубликованы в социальных сетях 30 апреля. Список композиций подтверждает «S-Class» в качестве заглавного сингла, а также включает корейскую версию песни «The Sound» с одноимённого японского студийного альбома и сингл 2022 года «Mixtape: Time Out» с группового проекта «Mixtape».
Перед релизом группа представила фрагменты пяти композиций альбома 5-Star в документальном видео под названием «Unveil: Track»: «DLC», «FNF», «Get Lit», «Topline» и «Youtiful», а также мэшап из других композиций в видеороликах в стиле игрового кино и комиксов. Тизерные фотографии альбома были представлены в четырёх сериях. На первых фотографиях изображены участники Stray Kids изображены в яркой одежде и позируют перед фонами в стиле 1980-х годов, сочетающими в себе корейское традиционное искусство и предметы повседневной жизни. На вторых изображены меланхоличные участники группы, одетые в смешанную одежду, позирующие на улице ночью, освещенной уличным светом. На третьих участники в тех же нарядах, что и в трейлере, размещают посты с различными музыкальными инструментами и громкоговорителями, а на четвёртых участники в чёрной одежде на фоне ретро-автомобилей, дополненные иллюстрациями в восточном стиле «китч», изображающими сосны, облака, тигров и журавлей.
2 июня 2023 года студийный альбом 5-Star был выпущен вместе с музыкальным видеоклипом заглавного сингла «S-Class», которому предшествовали два тизера. Документальный сериал Intro «5-Star», состоящий из трёх эпизодов, был выпущен в период с 1 по 11 июня. Начиная с даты релиза, участники Stray Kids продвигали альбом и исполняли заглавный сингл на нескольких музыкальных программах, таких как «Music Bank», «Show! Music Core», «Inkigayo» и «M Countdown». В честь релиза Stray Kids совместно с Soundwave открыли поп-ап магазин с 3 по 18 июня в сеульском районе Сондон, а также запустили набор наклеек с персонажами группового бренда «SKZoo» для мессенджера KakaoTalk 27 июня. Третья встреча поклонников Stray Kids с космической тематикой Pilot: For 5-Star для продвижения альбома, прошедшая в Олимпийском гимнастическом стадионе в Сеуле с 1 по 2 июля, которую они ранее указали как таинственное «What’s Next» в промо-планере, и начали с исполнением сингла «Item». 21 июля группа выступила на музыкальном фестивале Lollapalooza в Париже, исполнив песни с студийного альбома 5-Star: «S-Class», «Topline», «Item» и «Super Bowl», а с августа по октябрь участники отправились в концертное турне «5-Star Dome Tour» по Республике Корея и Японии.

## Критическое восприятие
| Оценки критиков     | Оценки критиков |
| Источник            | Оценка          |
| ------------------- | --------------- |
| AllMusic            | [ 64 ]          |
| IZM                 | [ 65 ]          |
| New Musical Express | [ 22 ]          |

Южнокорейский музыкальный критик Ким Дохон назвал альбом «интеллектуальным произведением» и «хорошо продуманным блокбастером в жанре K-pop», благодаря «игре участников, претендующих на звание сумасшедших, эффектному производству и зрелому повествованию о взрослении». Кристал Белл из журнала New Musical Express оценила альбом на все пять звёзд, написав, что он «заставит вас почувствовать, что вы прибыли на вечеринку, которая уже в полном разгаре». После чего добавила:

Альбом 5-Star может вызвать определённое недоумение у слушателя. Однако, по мере того как восприятие адаптируется к его эксцентричности, а тело начинает синхронизироваться с ритмическими элементами, возникает возможность погружения в его многослойное звучание и эмоциональную атмосферу.
— Кристал Белл из журнала New Musical Express
Ким Сондэ в своей статье для издания Ize отметил, что он «не хочет присваивать альбому 5-Star максимальную оценку в виде пяти звёзд» и задался вопросом: «Разве неполнота не является в некотором роде комплиментом?» Он подытожил, что «для критиков пять звёзд представляют собой высший балл, однако для Stray Kids 5-Star просто означает „странный и блестящий“». Ли Джэхун из издания Newsis охарактеризовал альбом как «приключение жанра K-pop».
Нил З. Янг из AllMusic описал альбом как «дикую поездку через жанры и эмоции», отметив, что он «разворачивается как удар в голову с дюжиной гимнов, позволяющие лишь на короткое время слушателю перевести дух». Чон Даёль из IZM прокомментировал альбом следующим образом: «Хотя инструментальное оформление и композиция каждой секции с нерегулярностями в жанре могут казаться грубыми, альбом предлагает знакомое путешествие, организованное вокруг запоминающихся повторений, воздействующих безопасно на сознание слушателей».
| Публикация | Список                               | Позиция | Ссылка |
| ---------- | ------------------------------------ | ------- | ------ |
| Billboard  | «25 лучших K-pop альбомов 2023 года» | 9       | [ 68 ] |
| Paste      | «20 лучших K-pop альбомов 2023 года» | 5       | [ 69 ] |

## Награды и номинации
| Церемония                    | Год  | Категория                       | Итог      | Источник      |
| ---------------------------- | ---- | ------------------------------- | --------- | ------------- |
| Asia Star Entertainer Awards | 2024 | «Альбом года»                   | Победа    | [ 70 ]        |
| Asian Pop Music Awards       | 2023 | «Лучший зарубежный альбом года» | Номинация | [ 71 ] [ 72 ] |
| Asian Pop Music Awards       | 2023 | «Лучшая зарубежная группа»      | Победа    | [ 71 ] [ 72 ] |
| Asian Pop Music Awards       | 2023 | «Зарубежный запись года»        | Номинация | [ 71 ] [ 72 ] |
| Asian Pop Music Awards       | 2023 | «Топ-20 альбомов года»          | Победа    | [ 71 ] [ 72 ] |
| Billboard Music Awards       | 2023 | «Лучший K-pop альбом»           | Победа    | [ 73 ]        |
| Circle Chart Music Awards    | 2024 | «Артист года — альбом»          | Победа    | [ 74 ]        |
| Golden Disc Awards           | 2024 | «Золотой диск»                  | Победа    | [ 75 ]        |
| iHeartRadio Music Awards     | 2024 | «K-pop альбом года»             | Победа    | [ 76 ]        |
| MAMA Awards                  | 2023 | «Альбом года»                   | Номинация | [ 77 ]        |
| Melon Music Awards           | 2023 | «Топ-10 миллионников»           | Номинация | [ 78 ]        |

## Коммерческий успех
30 мая 2023 года, за два дня до выхода альбома, лейбл JYP Entertainment сообщил, что количество предварительных заказов студийного альбома 5-Star превысило 4,93 миллиона, а спустя два дня достигло 5,13 миллиона. Это стало самым предзаказанным релизом в истории K-pop, побивший рекорд альбома FML (2023) бой-бэнда Seventeen, составлявшего 4,64 миллиона копий. Впоследствии этот рекорд был вновь побит альбомом Seventeen Seventeenth Heaven в октябре. Согласно данным Hanteo Chart, 5-Star продался тиражом 2 392 666 копий в первый день выхода, а за первую неделю его продажи составили 4 617 499 копий, что сделало его самым быстро раскупаемым альбомом за первую неделю в Республике Корея, обойдя альбом FML. Студийный альбом возглавил альбомный чарт Circle Album Chart в первую неделю нахождения в период с 28 мая по 3 июня 2023 года и оставался на первой позиции в течение двух последующих недель. В свою первую неделю было продано 4 330 039 копий, а в июне — 5 242 486 копий, что было подтверждено выдачей сертификата на пятимиллионный тираж от Корейской ассоциации музыкального контента (KMCA).
5-Star дебютировал на первой позиции в чарте Billboard 200 в выпуске, датированном 17 июня 2023 года, став третьим альбомом Stray Kids, возглавившим американский чарт после альбомов Oddinary и Maxident. С 249 500 эквивалентными единицами альбома является четвёртой по величине неделей продаж среди всех альбомов, выпущенных в 2023 году, включая 235 000 чистых продаж альбомов — 231 000 физических копий и 4 000 цифровых альбомов. Это была самая успешная неделя продаж в 2023 году и с момента выхода альбома Midnights (2022) певицы Тейлор Свифт, открывшего с тиражом более 1,1 миллиона единиц. 5-Star также стал 19-м в общем зачете иноязычным альбомом, занявшим первую позицию, и третьим в 2023 году, после альбомов Mañana Será Bonito Кароль Джи и The Name Chapter: Temptation бой-бэнда Tomorrow X Together. 5-Star возглавил также альбомный чарт Billboard World Albums. Альбом занял 82-е место в итоговом чарте Billboard 200 за 2023 год, став самым высоко позиционированным K-pop альбомом этого года. 27 октября 5-Star получил золотую сертификацию от Американской ассоциации звукозаписывающих компаний (RIAA), став первым альбомом Stray Kids, удостоенным данной награды.
В Японии 5-Star занял вторую позицию в чарте альбомов Oricon и шестую в Billboard Japan Hot Albums. Альбом также занял ведущие позиции в нескольких национальных чартах Европы: он возглавил чарты Австрии, Бельгии (в регионах Фландрия и Валлония), Франции, Греции, Венгрии, Польши и Португалии, а также занял второе место в Германии и Швейцарии. Кроме того, альбом вошёл в десятку лучших в Дании, Финляндии, Италии, Литве и Нидерландах. В Великобритании 5-Star стал первым альбомом Stray Kids, вошедшим в топ-40, дебютировав на последнем 40-й позиции в чарте UK Albums Chart. В Австралии альбом достиг второго места в чарте ARIA Albums Chart, что является наивысшей позицией группы и третьим входом в топ-50 после альбомов Noeasy (2021) и Maxident (2022).
Согласно глобальному музыкальному отчёту Международной федерации производителей фонограмм (IFPI) за 2023 год, альбом 5-Star стал вторым по уровню потребления альбомом во всех форматах и занял второе место по объёмам продаж на мировом рынке, реализовав 5,3 миллиона копий.

## Список композиций
| №                   | Название                              | Текст песни                   | Музыка                                                      | Аранжировка                                     | Длительность |
| ------------------- | ------------------------------------- | ----------------------------- | ----------------------------------------------------------- | ----------------------------------------------- | ------------ |
| 1.                  | «Hall of Fame» (кор. 위인전 Виинджон) | Пан Чхан Чханбин Хан          | Пан Чхан Чханбин Хан Версачхой                              | Версачхой Пан Чхан                              | 2:51         |
| 2.                  | «S-Class» (кор. 특 Тхык)              | Пан Чхан Чханбин Хан          | Пан Чхан Чханбин Хан Чхэ Ганхэ Restart                      | Чхэ Ганхэ Restart Пан Чхан                      | 3:16         |
| 3.                  | «Item»                                | Пан Чхан Чханбин Хан          | Пан Чхан Чханбин Хан Версачхой                              | Версачхой Пан Чхан                              | 3:12         |
| 4.                  | «Super Bowl»                          | Пан Чхан Чханбин Хан Феликс   | Пан Чхан Чханбин Хан Зак Джурич                             | Зак Джурич Пан Чхан                             | 3:03         |
| 5.                  | «Topline» (с участием Tiger JK)       | Пан Чхан Чханбин Хан Tiger JK | Пан Чхан Чханбин Хан Версачхой                              | Версачхой                                       | 3:24         |
| 6.                  | «DLC»                                 | Чханбин Restart               | Чханбин Restart                                             | Restart Чханбин                                 | 3:06         |
| 7.                  | «Get Lit» (кор. 죽어보자 Чугапходжа)  | Хан                           | Хан Чхэ Ганхэ Restart                                       | Чхэ Ганхэ Restart                               | 2:51         |
| 8.                  | «Collision» (кор. 충돌 Чхундоль)      | Хан                           | Хан Миллионбой                                              | Миллионбой                                      | 2:38         |
| 9.                  | «FNF»                                 | Пан Чхан Феликс               | Пан Чхан Феликс Триппи                                      | Триппи Пан Чхан                                 | 2:52         |
| 10.                 | «Youtiful»                            | Пан Чхан                      | Пан Чхан Никко Ён                                           | Никко Ён                                        | 3:29         |
| 11.                 | «The Sound» (корейская версия)        | Пан Чхан Чханбин Хан          | Пан Чхан Чханбин Хан Зак Джурич Кайл Рейнольдс Крис Ларокка | Зак Джурич Кайл Рейнольдс Пан Чхан Крис Ларокка | 2:58         |
| 12.                 | «Mixtape: Time Out»                   | Пан Чхан Чханбин Хан          | Пан Чхан Чханбин Хан Версачхой ДжунТу                       | Версачхой Пан Чхан ДжунТу                       | 2:55         |
| Общая длительность: | Общая длительность:                   | Общая длительность:           | Общая длительность:                                         | Общая длительность:                             | 36:35        |

## Чарты
| Чарт (2023)                              | Высшая позиция |
| ---------------------------------------- | -------------- |
| Австралия (ARIA)                         | 2              |
| Австрия (Ö3 Austria)                     | 1              |
| Бельгия/Валлония (Ultratop)              | 1              |
| Бельгия/Фландрия (Ultratop)              | 1              |
| Великобритания (UK Albums Chart)         | 40             |
| Венгрия (MAHASZ)                         | 1              |
| Германия (Offizielle Top 100)            | 2              |
| Греция (IFPI Greece)                     | 1              |
| Дания (Hitlisten)                        | 4              |
| Ирландия (IRMA)                          | 76             |
| Испания (PROMUSICAE)                     | 5              |
| Италия (FIMI Albums)                     | 10             |
| Канада (Canadian Albums Chart)           | 10             |
| Литва (AGATA Albums)                     | 4              |
| Нидерланды (Album Top 100)               | 3              |
| Новая Зеландия (RMNZ)                    | 7              |
| Норвегия (VG-lista)                      | 25             |
| Португалия (AFP)                         | 1              |
| Республика Корея (Circle Album Chart)    | 1              |
| США (Billboard 200)                      | 1              |
| США (Billboard World Albums)             | 1              |
| Финляндия (Suomen virallinen lista)      | 7              |
| Франция (SNEP)                           | 1              |
| Хорватия (HDU International Albums)      | 3              |
| Швейцария (Schweizer Hitparade)          | 2              |
| Швеция (Sverigetopplistan)               | 11             |
| Япония (Billboard Japan Hot Albums)      | 6              |
| Япония (Oricon Japanese Combined Albums) | 2              |
| Япония (Oricon)                          | 2              |

| Чарт (2023)                           | Высшая позиция |
| ------------------------------------- | -------------- |
| Республика Корея (Circle Album Chart) | 1              |
| Япония (Oricon Japanese Albums)       | 4              |

| Чарт (2023)                              | Высшая позиция |
| ---------------------------------------- | -------------- |
| Австрия (Ö3 Austria Albums)              | 48             |
| Бельгия/Валлония (Ultratop)              | 84             |
| Бельгия/Фландрия (Ultratop)              | 46             |
| Венгрия (MAHASZ)                         | 5              |
| Германия (Offizielle Top 100)            | 26             |
| Мир (IFPI Global Albums)                 | 2              |
| Польша (ZPAV OLiS)                       | 33             |
| Португалия (AFP)                         | 6              |
| Республика Корея (Circle Album Chart)    | 2              |
| США (Billboard 200)                      | 82             |
| США (Billboard World Albums)             | 1              |
| Франция (SNEP)                           | 52             |
| Швейцария (Schweizer Hitparade)          | 46             |
| Япония (Billboard Japan Download Albums) | 43             |
| Япония (Oricon Albums)                   | 23             |

## Сертификации и продажи
| Регион                                                                      | Сертификация  | Продажи   |
| --------------------------------------------------------------------------- | ------------- | --------- |
| Франция (SNEP)                                                              | Золотой       | 50 000    |
| Япония · Физический                                                         | —             | 207,554   |
| Япония · Цифровой                                                           | —             | 4,122     |
| Польша (ZPAV)                                                               | Золотой       | 10 000    |
| Республика Корея (KMCA)                                                     | 5× Миллионный | 5,258,829 |
| США (RIAA)                                                                  | Золотой       | 526,000   |
| Итого                                                                       |               |           |
| Мир (IFPI)                                                                  | —             | 5,300,000 |
| Данные о продажах + прослушиваниях приведены только на основе сертификации. |               |           |

## История релиза
| Регион           | Дата        | Формат            | Версия               | Лейбл        | Источник |
| ---------------- | ----------- | ----------------- | -------------------- | ------------ | -------- |
| Республика Корея | 2 июня 2023 | CD                | Диджипак             | JYP Republic | [ 157 ]  |
| США              | 6 июня 2023 | Цифровая загрузка | Эксклюзивно цифровая | JYP Republic | [ 158 ]  |
| США              | 7 июня 2023 | CD                | Диджипак             | JYP Republic | [ 159 ]  |

### Комментарии
1. ↑  Глобальный альбомный рейтинг IFPI упорядочивает альбомы по количеству дохода, полученного от стриминга, скачиваний и продаж физических носителей в течение календарного года. Рейтинг продаж глобальных альбомов учитывает объём продаж по всем физическим форматам, а также полные скачивания альбомов.